# Metatarsalgie
Metatarsalgie (von griechisch Metatarsus „Mittelfuß“ und algos „Schmerz“) ist der medizinische Sammelbegriff für am Mittelfuß auftretende, oft belastungsabhängige Schmerzen, soweit der zweite bis fünfte Strahl (Zehen und zugehörige Mittelfußknochen) betroffen ist. Die Erkrankungen des ersten Strahls werden gesondert geführt. 
Differentialdiagnostisch ist zu unterscheiden zwischen primären Metatarsalgien mit einer örtlich am Mittelfuß zu lokalisierenden Ursache und sekundären Metatarsalgien bei systemischen Krankheitsbildern (z. B. Rheuma, Gicht, arterielle Durchblutungsstörung).
Die primären Metatarsalgien können anhand der betroffenen Strukturen weiter eingeteilt werden:
1. Weichteile
  1. Nervenveränderungen (Morton-Neuralgie)
  2. Überlastung der kleinen Bänder (Ligamente)
  3. Sehnenscheidenentzündung (Tendovaginitis)
  4. Entzündungen der Bindegewebsplatte (Fasziitis) oder Schleimbeutel (Bursitis)
  5. Weichteiltumore (Sarkome)
2. Knochen
  1. nach verheilten Verletzungen (posttraumatisch)
  2. Morbus Köhler Typ II (aseptische Knochennekrose)
  3. chronische Knochenhautentzündung
  4. Knochentumoren
3. Gelenke
  1. Arthrose
  2. Fehlstellungen
  3. Überlastungen

Die Spreizfußdeformität dominiert in der Praxis deutlich und kann sowohl an Knochen, Gelenken als auch Weichteilen verschiedene Störungen auslösen.